# Kelvin Benjamin
Kelvin Benjamin (geboren am 5. Februar 1991 in Belle Glade, Florida) ist ein ehemaliger US-amerikanischer American-Football-Spieler. Er spielte College Football für die Florida State University. In der National Football League (NFL) spielte Benjamin für die Carolina Panthers, von denen er im NFL Draft 2014 in der ersten Runde ausgewählt worden war, und anschließend für die Buffalo Bills und die Kansas City Chiefs. Zuletzt stand er 2021 als Tight End bei den New York Giants unter Vertrag. Zuvor wurde Benjamin als Wide Receiver eingesetzt.

## Karriere

### Frühe Jahre
Benjamin war Schüler an der Glades Central High School in Belle Glade, Florida, wo er neben Football auch Basketball und Leichtathletik ausübte. Als Senior kam er in acht Spielen zum Einsatz und fing 30 Pässe für 551 Yards und sechs Touchdowns. Seine Leichtathletik-Disziplinen waren Hochsprung und Weitsprung, wobei seine Bestwerte bei 1,84 m Höhe und 6,48 m Weite lagen. Am Ende seiner Schulzeit galt er laut Rivals.com als achtbester Wide Receiver seines Jahrgangs und entschied sich für die Florida State University und  somit gegen Angebote von z. B. der Auburn, der Florida oder der Virginia Tech.
In seiner ersten Spielzeit an der FSU spielte er 2012 in allen 14 Begegnungen und fing 30 Pässe für 495 Yards und vier Touchdowns. 2013 hatte er 54 Fänge für 1.011 Yards und 15 Touchdowns und wurde von Sports Illustrated zum First-Team All-American gewählt. Nach der Saison entschied sich Benjamin, auf zwei weitere mögliche Jahre College Football zu verzichten und meldete sich für den NFL Draft 2014 an.

### NFL

#### Carolina Panthers
Obwohl er zwei Jahre früher als notwendig am Draft teilnahm, wurde er als potenzieller Erstrunden-Pick und einer der besten verfügbaren Wide Receiver eingestuft. Insbesondere seine Kombination aus Größe, Geschwindigkeit, Durchsetzungsvermögen und Sprungkraft zog Vergleiche zu Wide Receivern wie Alshon Jeffrey oder Plaxico Burress nach sich. Die Carolina Panthers wählten ihn schließlich als 28. Spieler in der ersten Runde, und am 4. Juni 2014 unterschrieb Benjamin einen Vierjahresvertrag über 7,66 Millionen US-Dollar.
Nachdem die Panthers vor der Saison 2014 einige etablierte Kräfte auf der Wide-Receiver-Position ziehen ließen (Steve Smith, Brandon LaFell, Ted Ginn Jr., Domenik Hixon), war Verstärkung dringend notwendig. Im Trainingscamp kämpfte Benjamin mit dem erfahrenen Jerricho Cotchery um den Posten als erste Anspielstation von Quarterback Cam Newton. In seinem ersten Spiel in der NFL gegen die Tampa Bay Buccaneers fing er Pässe für 92 Yards und einen Touchdown und er wurde zum Pepsi NFL Rookie of the Week gewählt. Im Verlauf der Saison stellte er Carolina-Panthers-Franchise-Rekorde für Rookie-Receiver auf, indem er insgesamt 73 Pässe für 1.008 Yards und neun Touchdowns fing. Damit war er erst der elfte Rookie-Wide-Receiver in der NFL mit mehr als 1.000 Yards Raumgewinn durch Passfänge. 
Vor Beginn der Saison 2015 verletzte sich Benjamin am Kreuzband und fiel für die komplette Spielzeit aus. In der Saison 2016 feierte Benjamin sein Comeback. In den ersten beiden Spielen der Saison fing er 13 Pässe für 199 Yards und 3 Touchdowns.

#### Buffalo Bills und Kansas City Chiefs
Am 4. Dezember 2018 entließen die Buffalo Bills Kelvin Benjamin. Bereits am 6. Dezember 2018 schloss er sich als Free Agent den Kansas City Chiefs an. Ein Jahr zuvor gaben die Bills einen Dritt- und einen Siebtrundenpick an die Carolina Panthers ab, um sich die Rechte an Benjamin zu sichern. Bei den Chiefs stand er in drei Spielen auf dem Feld, in denen er zwei Pässe für 26 Yards fing. In den Play-offs wurde er jedoch nicht mehr eingesetzt, nach der Saison verlängerten die Chiefs seinen Vertrag nicht.

#### New York Giants
Am 16. Mai 2021 nahmen die New York Giants Benjamin nach einem Probetraining unter Vertrag. Hierbei wurde Benjamin nicht mehr wie bislang in seiner Karriere als Wide Receiver eingesetzt, sondern wurde von den Giants als Tight End verpflichtet. Allerdings wurde er bereits am ersten Tag des Trainingscamps Ende Juli entlassen.